# Europamästerskapen i rodel 2025
Europamästerskapen i rodel 2025 hölls mellan den 18 och 19 januari 2025 på Veltins-Eisarena i Winterberg i Tyskland. Det var den 56:e upplagan av europamästerskapen i rodel och samtidigt den sjätte tävlingen i världscupen 2024/2025. Det tävlades i fem grenar: herrsingel, damsingel, herrdubbel, damdubbel och lagstafett.

## Arrangör

Ruttkarta över banan

När den preliminära världscupkalendern för säsongen 2024/2025 släpptes meddelade International Luge Federation (FIL) att det 56:e europamästerskapet i rodel skulle äga rum på Veltins-Eisarena i Winterberg. Winterberg har varit en vanlig plats för världscuper i rodel, bob och skeleton i flera år, senast inpå värd för världsmästerskapen i bob och skeleton 2024. I rodel har Winterberg tidigare varit värd för fyra VM (1989, 1991, 2019 och 2022) samt fyra EM (1982, 1992, 2000 och 2006).

## Regerande mästare
Vid europamästerskapen i rodel 2024 som hölls i Igls i Österrike tog Madeleine Egle guld i damsingel, Jonas Müller guld i herrsingel, Jessica Degenhardt och Cheyenne Rosenthal guld i damdubbel, Thomas Steu och Wolfgang Kindl guld i herrdubbel samt Österrike guld i lagstafetten vars lag bestod av Madeleine Egle, Thomas Steu, Wolfgang Kindl, Jonas Müller, Selina Egle och Lara Kipp.

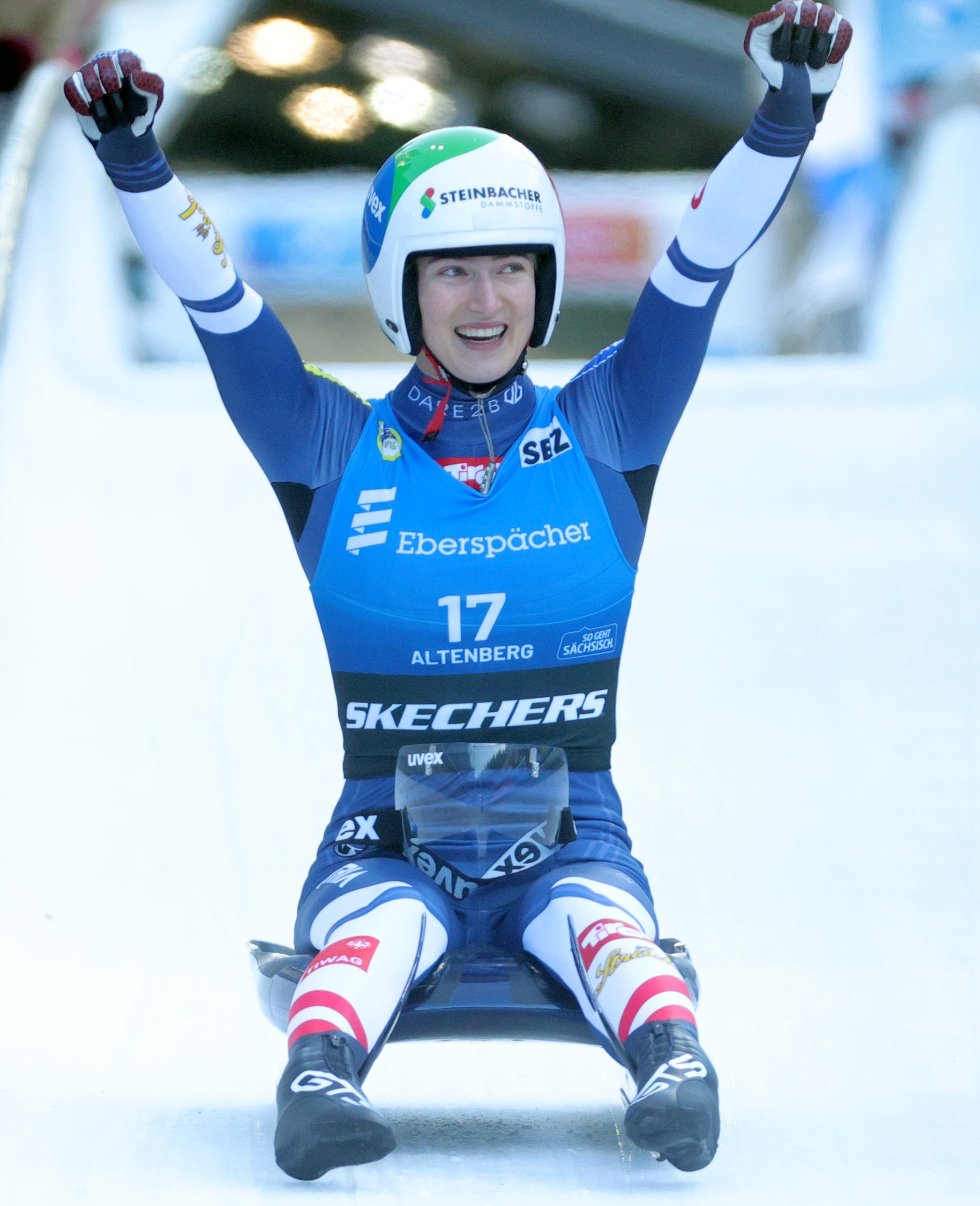
Madeleine Egle
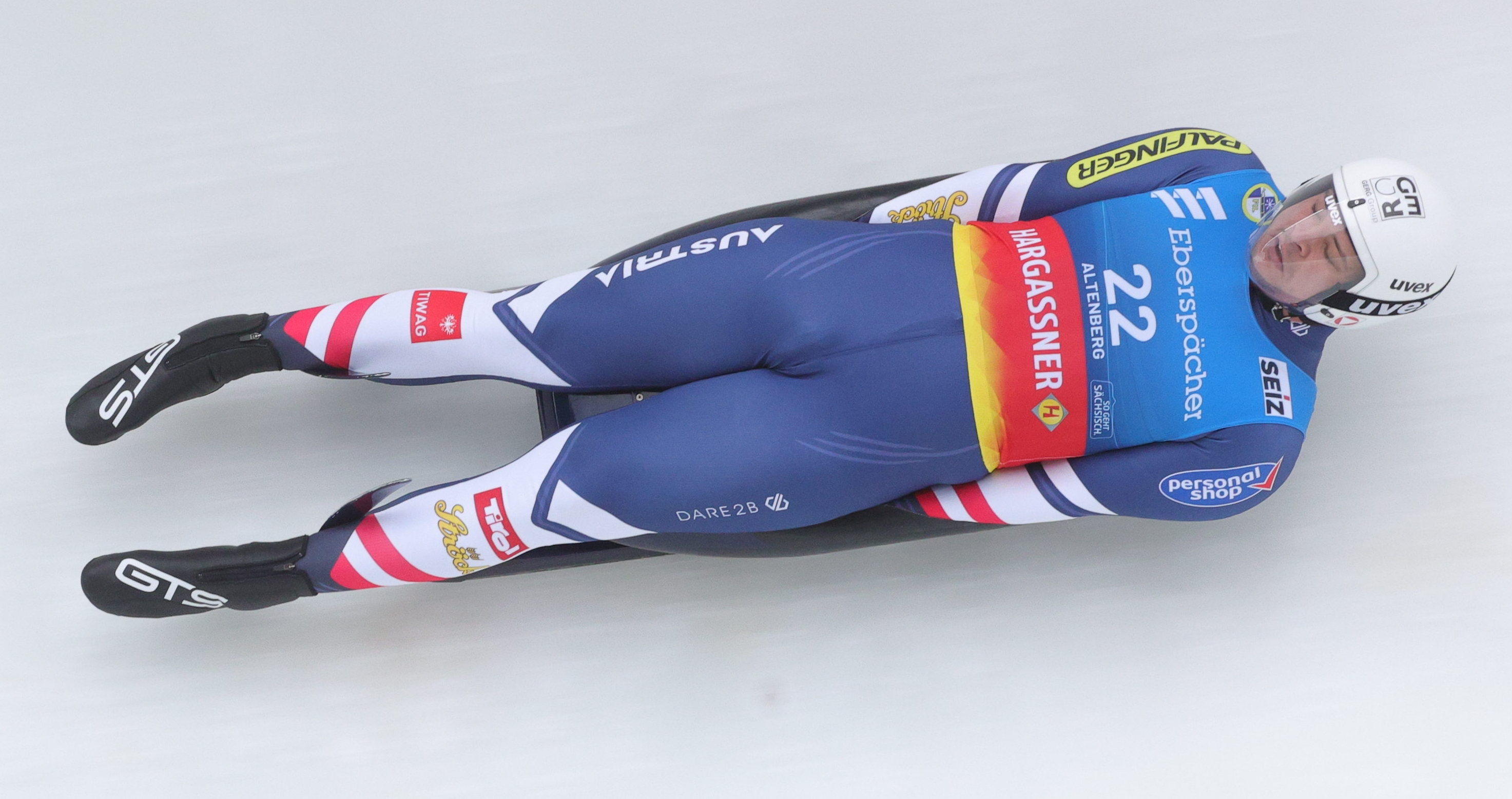
Jonas Müller
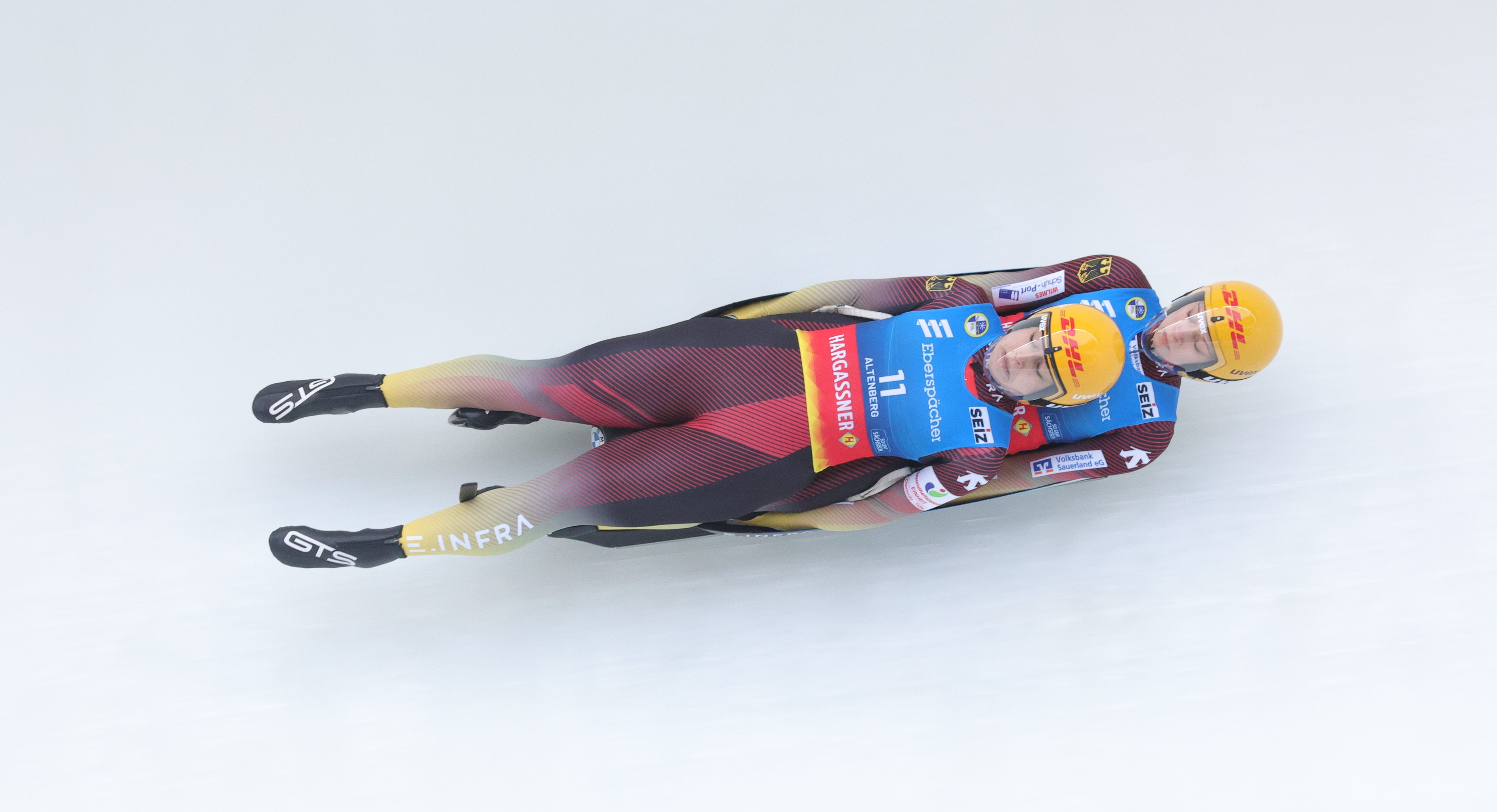
Jessica Degenhardt och Cheyenne Rosenthal
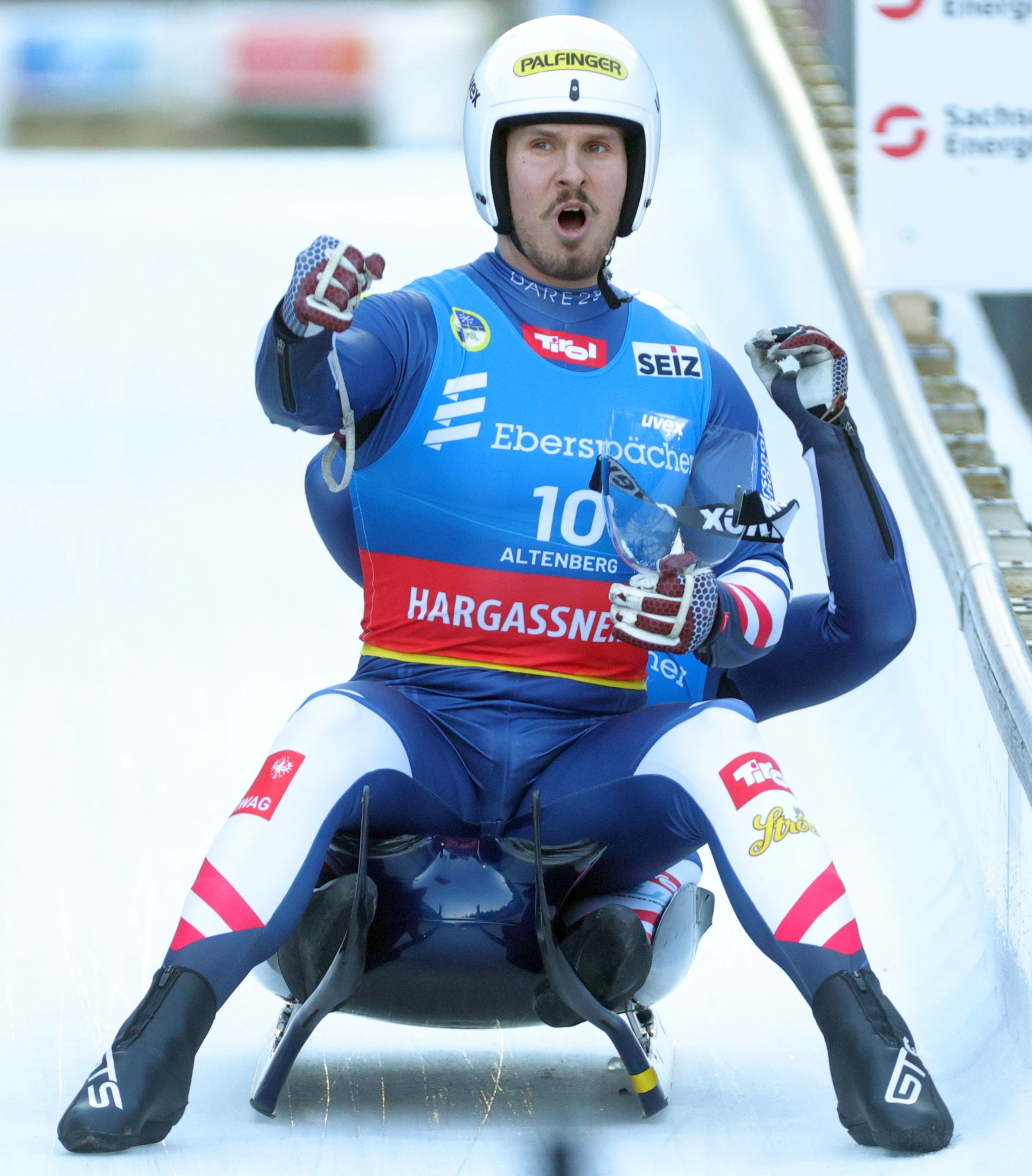
Thomas Steu och Wolfgang Kindl
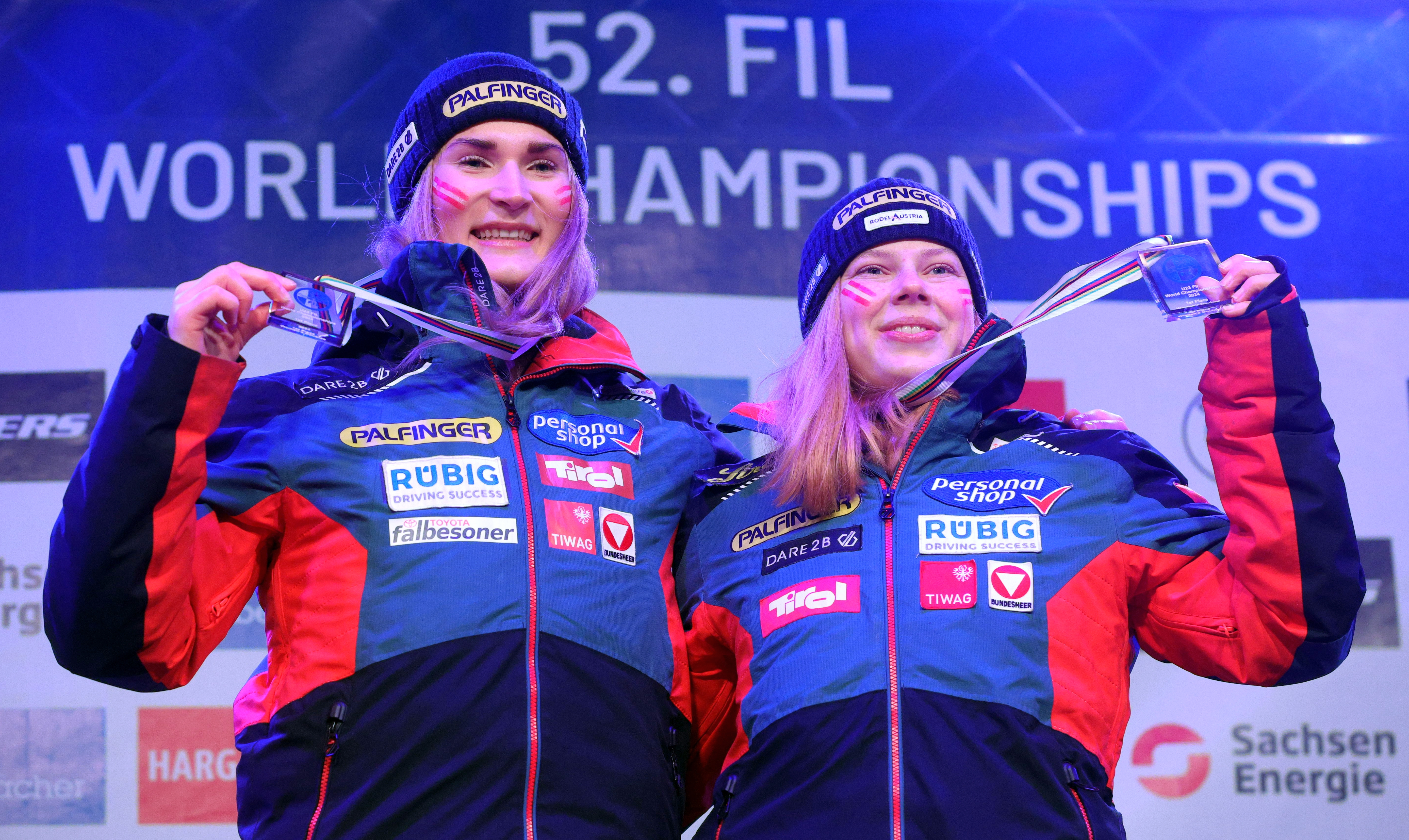
Selina Egle och Lara Kipp

## Resultat

### Damsingel

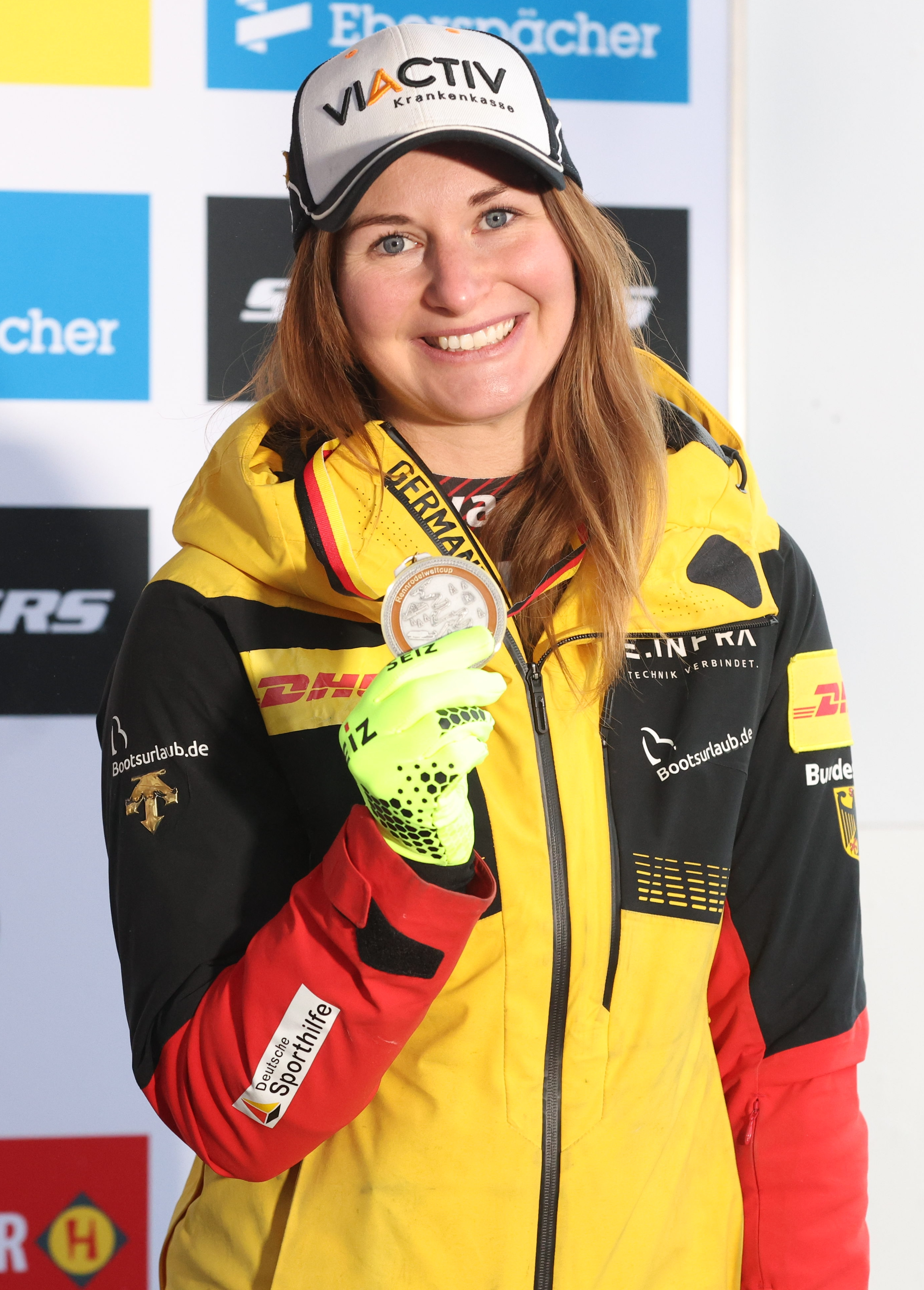
Julia Taubitz, Europamästare

| Placering | Idrottare                   | Åktider                                  | Totalt                                   |
| --------- | --------------------------- | ---------------------------------------- | ---------------------------------------- |
| 01        | Julia Taubitz               | 54,806 s 54,776 s                        | 1.49,582 min                             |
| 02        | Madeleine Egle              | 54,823 s 54,957 s                        | 1.+0,198 s                               |
| 03        | Lisa Schulte                | 54,954 s 54,981 s                        | 1.+0,540 s                               |
| 04        | Merle Fräbel (U23)          | 55,148 s 54,947 s                        | 1.+0,540 s                               |
| 05        | Anna Berreiter              | 55,116 s 55,054 s                        | 1.+0,588 s                               |
| 06        | Barbara Allmaier (U23)      | 55,079 s 55,185 s                        | 1.+0,682 s                               |
| 07        | Melina Fischer (U23)        | 55,265 s 55,128 s                        | 1.+0,811 s                               |
| 08        | Natalie Maag                | 55,157 s 55,261 s                        | 1.+0,836 s                               |
| 09        | Verena Hofer                | 55,393 s 55,186 s                        | 1.+0,997 s                               |
| 10        | Elīna Ieva Vītola           | 55,425 s 55,261 s                        | 1.+1,047 s                               |
| 11        | Sandra Robatscher           | 55,481 s 55,391 s                        | 1.+1,290 s                               |
| 12        | Tove Kohala                 | 55,266 s 55,651 s                        | 1.+1,335 s                               |
| 13        | Kendija Aparjode            | 55,247 s 55,933 s                        | 1.+1,598 s                               |
| 14        | Ioana-Corina Buzatoiu (U23) | 55,680 s 55,060 s                        | 1.+2,158 s                               |
| 15        | Margita Sirsniņa (U23)      | 55,691 s Ej kvalificerad för andra åket. | 55,691 s Ej kvalificerad för andra åket. |
| 16        | Klaudia Domaradzka          | 55,717 s Ej kvalificerad för andra åket. | 55,717 s Ej kvalificerad för andra åket. |
| 17        | Nina Zöggeler               | 55,858 s Ej kvalificerad för andra åket. | 55,858 s Ej kvalificerad för andra åket. |
| 18        | Julianna Tunytska (U23)     | 55,896 s Ej kvalificerad för andra åket. | 55,896 s Ej kvalificerad för andra åket. |
| 19        | Olena Smaha                 | 56,206 s Ej kvalificerad för andra åket. | 56,206 s Ej kvalificerad för andra åket. |
| 0DNF0     | Dorothea Schwarz (U23)      | 55,190 s 0DNF0                           |                                          |

### Herrsingel

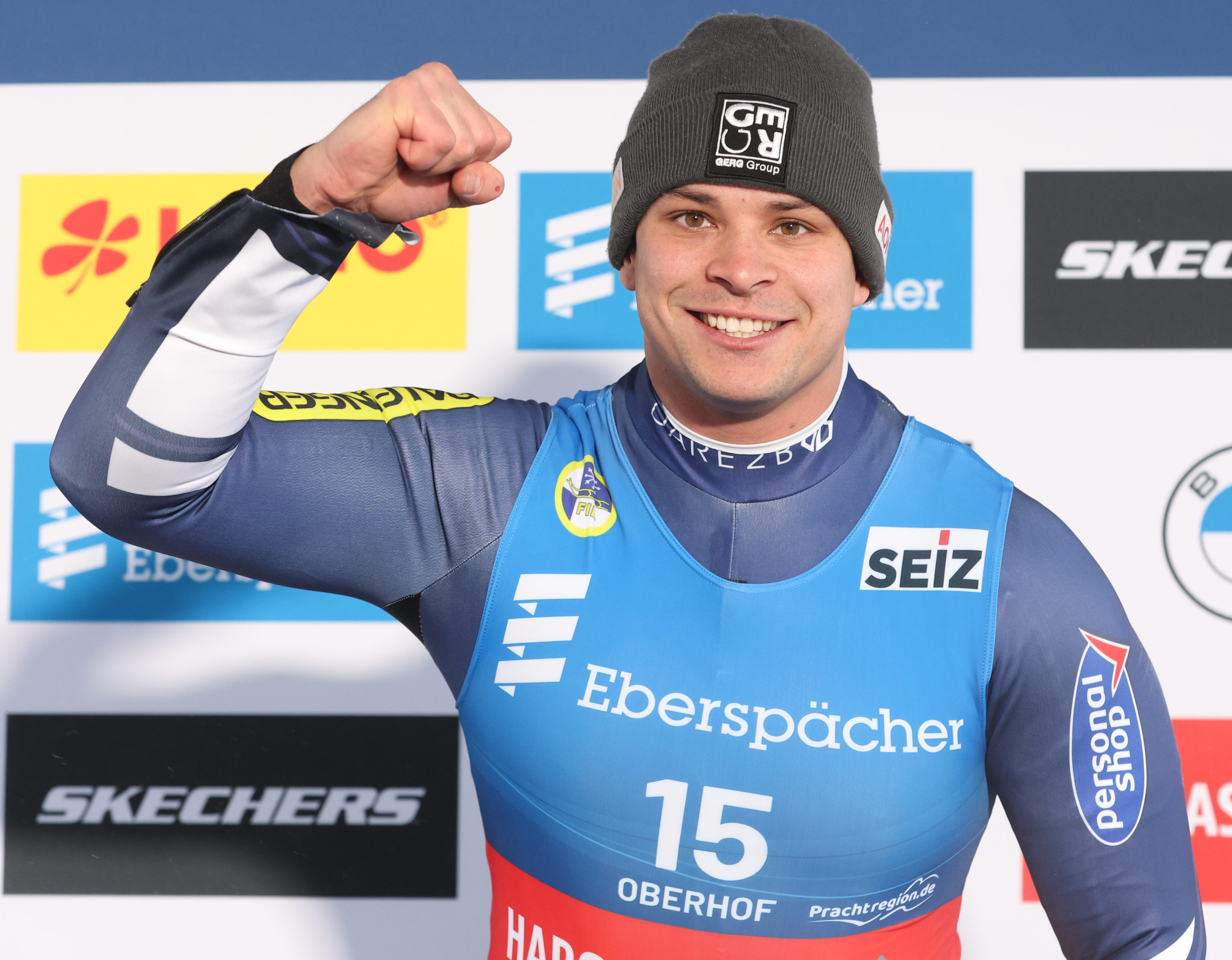
Jonas Müller, Europamästare

| Placering | Idrottare                  | Åktider                                  | Totalt       |
| --------- | -------------------------- | ---------------------------------------- | ------------ |
| 01        | Jonas Müller               | 50,722 s 51,020 s                        | 1.41,742 min |
| 02        | Max Langenhan              | 50,831 s 50,966 s                        | 1:+0,055 s   |
| 03        | Nico Gleirscher            | 50,822 s 51,021 s                        | 1:+0,101 s   |
| 04        | Wolfgang Kindl             | 50,915 s 51,050 s                        | 1:+0,223 s   |
| 05        | Felix Loch                 | 51,005 s 51,060 s                        | 1:+0,323 s   |
| 06        | Dominik Fischnaller        | 50,954 s 51,363 s                        | 1:+0,575 s   |
| 07        | David Gleirscher           | 51,033 s 51,396 s                        | 1:+0,687 s   |
| 08        | Anton Dukatj               | 51,290 s 51,402 s                        | 1:+0,950 s   |
| 09        | Kristers Aparjods          | 51,393 s 51,334 s                        | 1:+0,985 s   |
| 10        | Timon Grancagnolo (U23)    | 51,461 s 51,298 s                        | 1:+1,017 s   |
| 11        | Gints Bērziņš (U23)        | 51,320 s 51,500 s                        | 1:+1,078 s   |
| 12        | Jozef Ninis                | 51,489 s 51,623 s                        | 1:+1,370 s   |
| 13        | Kaspars Rinks (U23)        | 51,472 s 51,680 s                        | 1:+1,410 s   |
| 14        | Andrij Mandzij             | 51,488 s 51,722 s                        | 1:+1,468 s   |
| 15        | Lukas Peccei (U23)         | 50,183 s 50,189 s                        | 1:+1,717 s   |
| 16        | Marián Skupek              | 51,559 s 51,768 s                        | 1:+1,585 s   |
| 17        | Leon Felderer              | 51,493 s 51,852 s                        | 1:+1,603 s   |
| 18        | Svante Kohala              | 51,576 s 51,930 s                        | 1:+1,764 s   |
| 19        | Mateusz Sochowicz          | 51,686 s Ej kvalificerad för andra åket. |              |
| 20        | Alex Gufler (U23)          | 51,702 s Ej kvalificerad för andra åket. |              |
| 21        | Valentin Crețu             | 51,967 s Ej kvalificerad för andra åket. |              |
| 22        | Eduard-Mihai Crăciun       | 52,080 s Ej kvalificerad för andra åket. |              |
| 23        | Danyil Martsinovskyi (U23) | 52,263 s Ej kvalificerad för andra åket. |              |

### Damdubbel

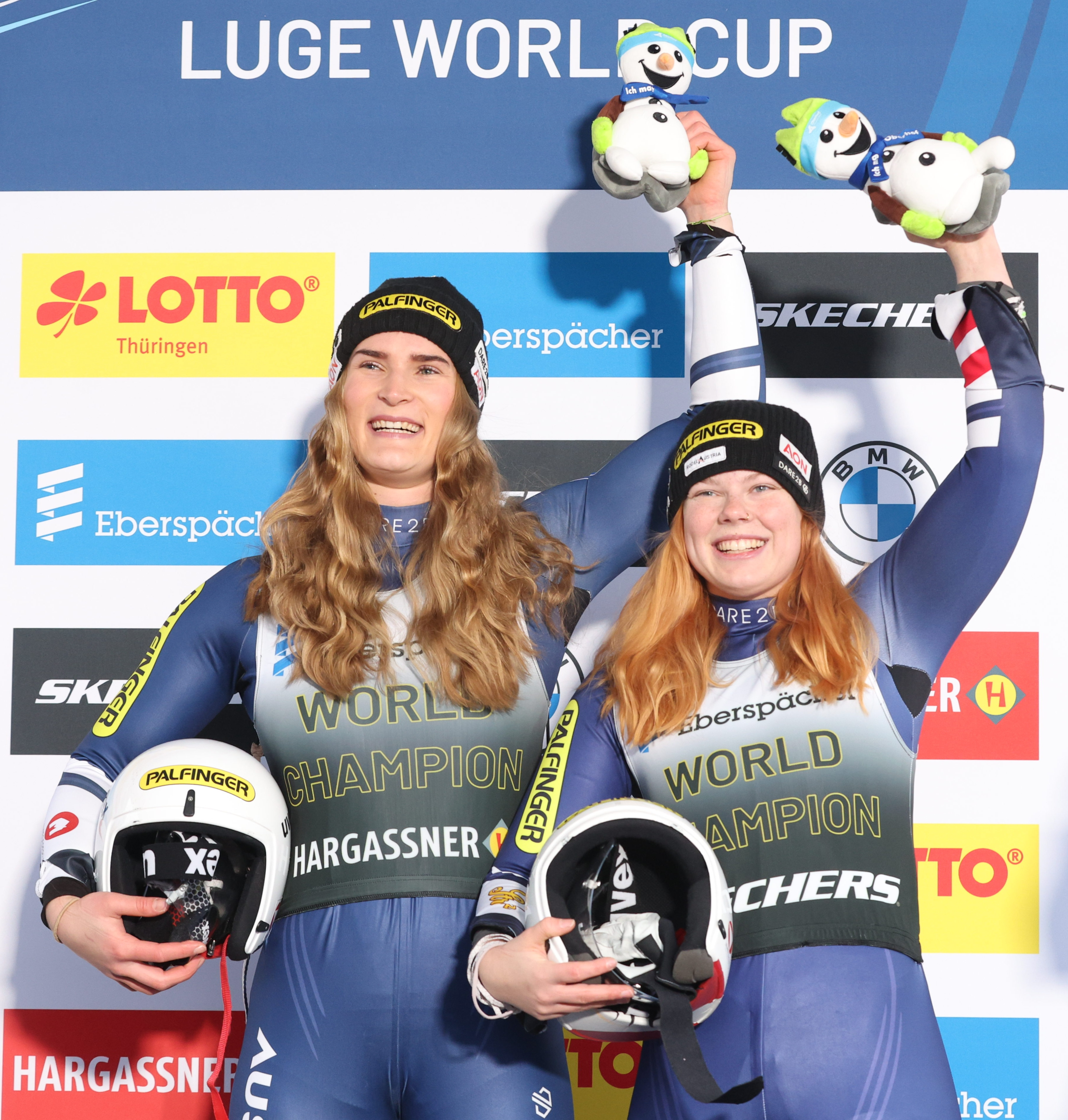
Selina Egle och Lara Kipp, Europamästare

| Placering | Idrottare                                  | Åktider           | Totalt       |
| --------- | ------------------------------------------ | ----------------- | ------------ |
| 01        | Selina Egle / Lara Kipp (U23)              | 43,260 s 43,207 s | 1.26,467 min |
| 02        | Jessica Degenhardt / Cheyenne Rosenthal    | 43,330 s 43,151 s | 1:+0,014 s   |
| 03        | Andrea Vötter / Marion Oberhofer           | 43,371 s 43,317 s | 1:+0,221 s   |
| 04        | Dajana Eitberger / Magdalena Matschina     | 43,573 s 43,409 s | 1:+0,515 s   |
| 05        | Marta Robežniece / Kitija Bogdanova (U23)  | 43,482 s 43,555 s | 1:+0,570 s   |
| 06        | Anda Upīte / Zane Kaluma                   | 43,718 s 43,369 s | 1:+0,620 s   |
| 07        | Nadia Falkensteiner / Annalena Huber (U23) | 43,916 s 43,744 s | 1:+1,193 s   |
| 08        | Olena Stetskiv / Oleksandra Moch           | 43,982 s 43,889 s | 1:+1,404 s   |
| 09        | Nikola Domowicz / Dominika Piwkowska (U23) | 44,137 s 43,827 s | 1:+1,497 s   |
| 10        | Raluca Strămăturaru / Mihaela Manolescu    | 44,165 s 44,160 s | 1:+1,858 s   |
| 11        | Viktória Praxová / Desana Špitzová (U23)   | 44,670 s 44,460 s | 1:+2,663 s   |

### Herrdubbel

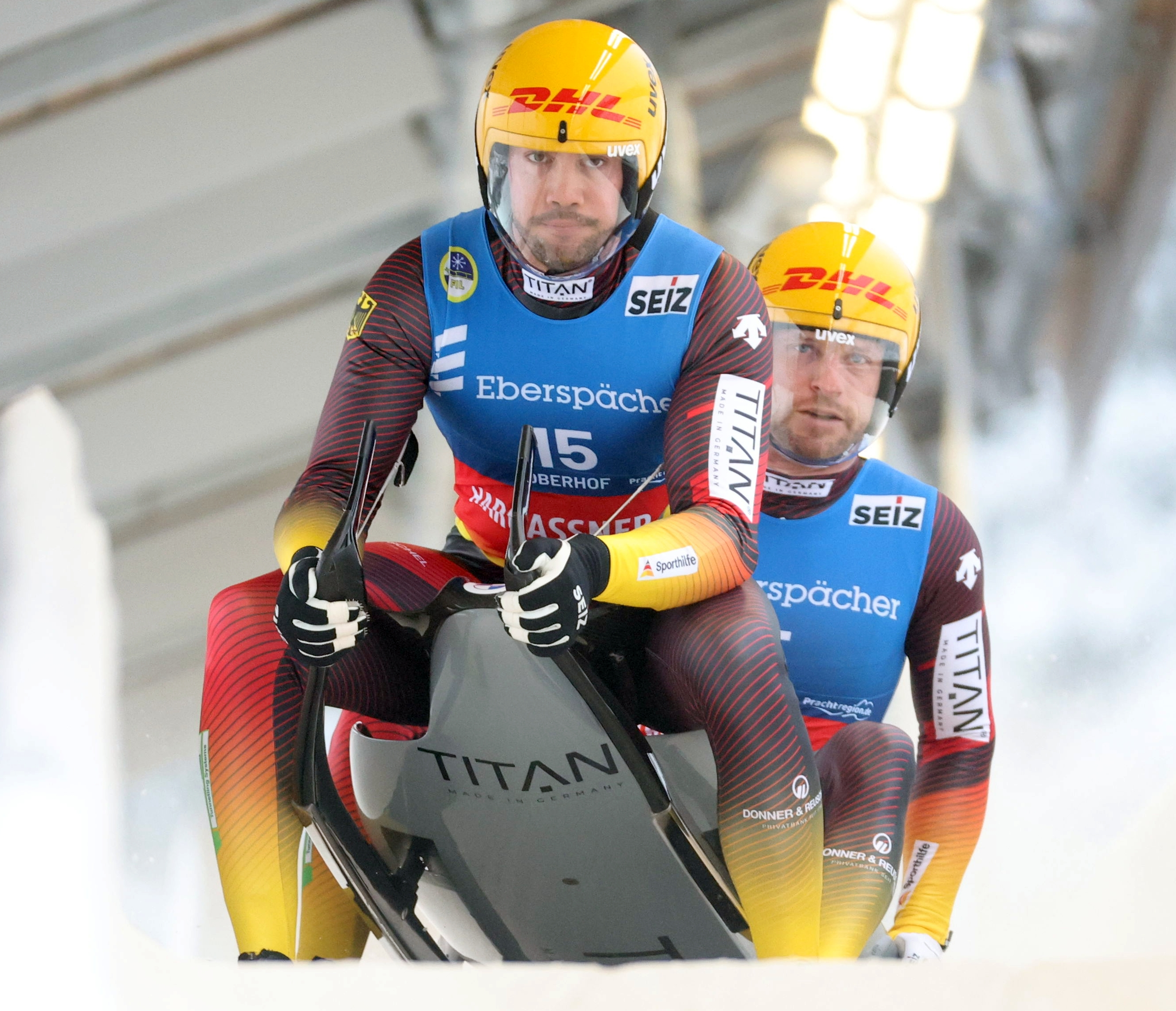
Tobias Wendl och Tobias Arlt, Europamästare

| Placering | Idrottare                                   | Åktider                                  | Totalt                                   |
| --------- | ------------------------------------------- | ---------------------------------------- | ---------------------------------------- |
| 01        | Tobias Wendl / Tobias Arlt                  | 42,606 s 42,546 s                        | 1.25,152 min                             |
| 02        | Juri Gatt / Riccardo Schöpf                 | 42,608 s 42,678 s                        | 1:+0,134 s                               |
| 03        | Yannick Müller / Armin Frauscher            | 42,613 s 42,741 s                        | 1:+0,202 s                               |
| 04        | Thomas Steu / Wolfgang Kindl                | 42,742 s 42,621 s                        | 1:+0,211 s                               |
| 05        | Toni Eggert / Florian Müller                | 42,732 s 42,639 s                        | 1:+0,219 s                               |
| 06        | Mārtiņš Bots / Roberts Plūme                | 42,727 s 42,703 s                        | 1:+0,278 s                               |
| 07        | Ivan Nagler / Fabian Malleier               | 42,759 s 42,778 s                        | 1:+0,385 s                               |
| 08        | Hannes Orlamünder / Paul Gubitz             | 42,738 s 42,811 s                        | 1:+0,397 s                               |
| 09        | Emanuel Rieder / Simon Kainzwaldner         | 43,130 s 43,039 s                        | 1:+1,017 s                               |
| 10        | Wojciech Chmielewski / Jakub Kowalewski     | 43,210 s 43,058 s                        | 1:+1,116 s                               |
| 11        | Christián Bosman / Bruno Mick (U23)         | 43,625 s 43,474 s                        | 1:+1,947 s                               |
| 12        | Raimonds Baltgalvis / Uldis Jakseboga (U23) | 43,772 s 43,685 s                        | 1:+2,305 s                               |
| 13        | Ihor Hoj / Nazarii Kachmar                  | 43,749 s 43,863 s                        | 1:+2,640 s                               |
| 14        | Marian Gîtlan / Darius Șerban               | 43,846 s Ej kvalificerad för andra åket. | 43,846 s Ej kvalificerad för andra åket. |
| 15        | Tudor-Ștefan Handaric / Sebastian Motzca    | 43,933 s Ej kvalificerad för andra åket. | 43,933 s Ej kvalificerad för andra åket. |
| 16        | Maksym Panchuk / Andrij Muz (U23)           | 44,514 s Ej kvalificerad för andra åket. | 44,514 s Ej kvalificerad för andra åket. |
| 0DNF0     | Tomáš Vaverčák / Matej Zmij                 | 43,117 s 0DNF0                           |                                          |
| 0DNF0     | Eduards Ševics-Mikeļševics / Lūkass Krasts  | 43,288 s 0DNF0                           |                                          |

### Lagstafett
| Placering | Idrottare | Tid          |
| --------- | --- | ------------ |
| 01        | ÖsterrikeMadeleine Egle Juri Gatt / Riccardo Schöpf Jonas Müller Selina Egle / Lara Kipp                                  | 3.11,428 min |
| 02        | TysklandJulia Taubitz Tobias Wendl / Tobias Arlt Max Langenhan Jessica Degenhardt / Cheyenne Rosenthal                    | 1:+0,091 s   |
| 03        | ItalienVerena Hofer Ivan Nagler / Fabian Malleier Dominik Fischnaller Andrea Vötter / Marion Oberhofer                    | 1:+0,580 s   |
| 04        | LettlandElīna Ieva Vītola Mārtiņš Bots / Roberts Plūme Kristers Aparjods Anda Upīte / Zane Kaluma                         | 1:+1,493 s   |
| 05        | PolenKlaudia Domaradzka Wojciech Chmielewski / Jakub Kowalewski Mateusz Sochowicz Nikola Domowicz / Dominika Piwkowska    | 1:+2,221 s   |
| 06        | UkrainaJulianna Tunytska Ihor Hoj / Nazarii Kachmar Anton Dukatj Olena Stetskiv / Oleksandra Moch                         | 1:+3,557 s   |
| 07        | RumänienIoana-Corina Buzatoiu Marian Gîtlan / Darius Șerban Valentin Crețu Raluca Strămăturaru / Mihaela-Carmen Manolescu | 1:+3,759 s   |

## Medaljtabell
U23-medaljer räknas inte med i den allmänna medaljtabellen.
| Nr                  | Nation              | Guld | Silver | Brons | Totalt |
| ------------------- | ------------------- | ---- | ------ | ----- | ------ |
| 1                   | Österrike           | 3    | 2      | 3     | 8      |
| 2                   | Tyskland            | 2    | 3      | 0     | 5      |
| 3                   | Italien             | 0    | 0      | 2     | 2      |
| Totalt (3 nationer) | Totalt (3 nationer) | 5    | 5      | 5     | 15     |

Medaljtabell U23
| Nr                  | Nation              | Guld | Silver | Brons | Totalt |
| ------------------- | ------------------- | ---- | ------ | ----- | ------ |
| 1                   | Tyskland            | 2    | 0      | 1     | 3      |
| 2                   | Österrike           | 1    | 1      | 0     | 2      |
| 3                   | Slovakien           | 1    | 0      | 0     | 1      |
| 4                   | Lettland            | 0    | 3      | 1     | 4      |
| 5                   | Italien             | 0    | 0      | 1     | 1      |
| 5                   | Ukraina             | 0    | 0      | 1     | 1      |
| Totalt (6 nationer) | Totalt (6 nationer) | 4    | 4      | 4     | 12     |